# Internationales Filmfestival von Stockholm

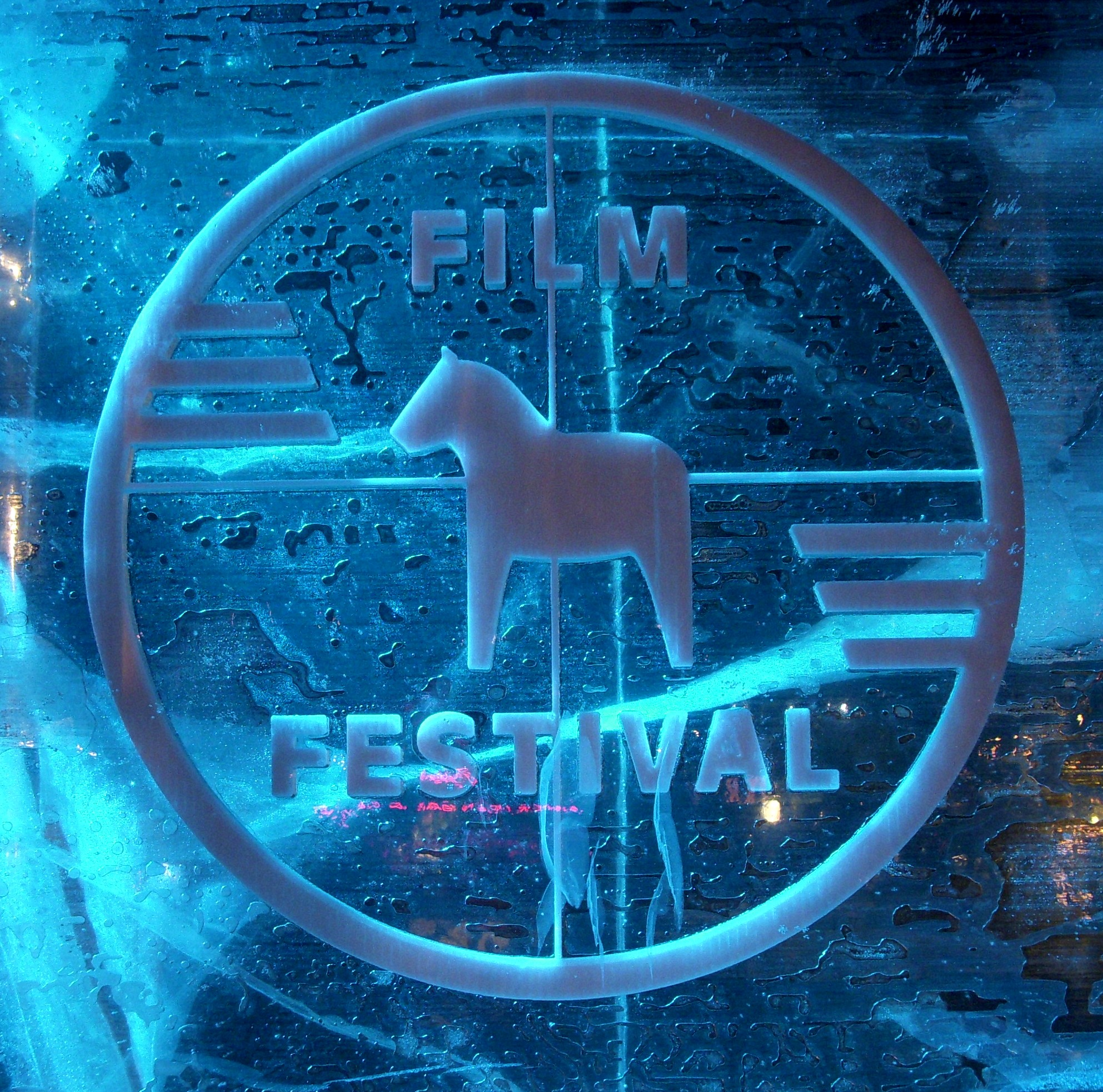
Das Logo des Filmfestivals in einem Eisblock, Kungsträdgården (November 2009)

Das Internationale Filmfestival von Stockholm (schwedisch Stockholms filmfestival, englisch Stockholm International Film Festival) findet alljährlich im November in der schwedischen Hauptstadt Stockholm statt.
Das Filmfestival wurde 1990 gegründet und ist als internationales Filmfestival mit spezialisiertem Wettbewerb beim Filmproduzentenverband FIAPF akkreditiert. Im internationalen Wettbewerb werden Filme gezeigt, in denen sich neue kinematografische Entwicklungen widerspiegeln. Das Festival bezeichnet sich selbst als „Festival der Regisseure“, da besonderes Augenmerk auf den Kontakt zwischen Filmschaffenden und Publikum gelegt wird.
Im internationalen Wettbewerb gibt es als Hauptpreis das Bronzene Pferd (in der Gestaltung eines Dalapferdchens) für den besten Film. Weitere Preise werden etwa an den besten Kurzfilm und das beste Erstlingswerk verliehen. Seit 2004 gibt es den Visionary Award, dessen erster Preisträger Todd Solondz ist.
Ein Ableger des Festivals ist seit 2000 das Stockholm International Film Festival Junior, bei dem Filme von Kindern und Jugendlichen gezeigt werden.

## Preisträger

### Bronzenes Pferd: Bester Film
Die folgenden Filme haben die höchste Auszeichnung auf dem Festival erhalten, die 7,3 kg Bronzene Pferdestatue für den Besten Film.
| Jahr | Film                                 | Regisseur             |
| ---- | ------------------------------------ | --------------------- |
| 1990 | The Natural History of Parking Lots  | Everett Lewis         |
| 1991 | Europa                               | Lars von Trier        |
| 1992 | Reservoir Dogs – Wilde Hunde         | Quentin Tarantino     |
| 1993 | Eins, zwei, drei, Sonne              | Bertrand Blier        |
| 1994 | Pulp Fiction                         | Quentin Tarantino     |
| 1995 | Institute Benjamenta                 | Brothers Quay         |
| 1996 | Pretty Village, Pretty Flame         | Srđan Dragojević      |
| 1997 | Unmade Beds                          | Nicholas Barker       |
| 1998 | The Wounds                           | Srđan Dragojević      |
| 1999 | Rekordjäger                          | Benoît Mariage        |
| 2000 | Ali Zaoua, Prinz der Straße          | Nabil Ayouch          |
| 2001 | Bully – Diese Kids schockten Amerika | Larry Clark           |
| 2002 | Irreversibel                         | Gaspar Noé            |
| 2003 | Schultze gets the blues              | Michael Schorr        |
| 2004 | Innocence                            | Lucile Hadzihalilovic |
| 2005 | Northeast                            | Juan Diego Solanas    |
| 2006 | SherryBaby                           | Laurie Collyer        |
| 2007 | 4 Monate, 3 Wochen und 2 Tage        | Cristian Mungiu       |
| 2008 | Frozen River                         | Courtney Hunt         |
| 2009 | Dogtooth                             | Giorgos Lanthimos     |
| 2010 | Winter’s Bone                        | Debra Granik          |
| 2011 | Oslo, 31. August                     | Joachim Trier         |
| 2012 | Lore                                 | Cate Shortland        |
| 2013 | The Selfish Giant                    | Clio Barnard          |
| 2014 | Mädchenbande                         | Céline Sciamma        |
| 2015 | Louder Than Bombs                    | Joachim Trier         |
| 2016 | Godless                              | Raliza Petrowa        |
| 2017 | Bonjour Paris                        | Léonor Serraille      |
| 2018 | Firecrackers                         | Jasmin Mozaffari      |
| 2019 | Canción sin nombre                   | Melina León           |
| 2020 | Berlin Alexanderplatz                | Burhan Qurbani        |
| 2021 | Rhino                                | Oleh Senzow           |
| 2022 | Holy Spider                          | Ali Abbasi            |

### Stockholm Lifetime Achievement Award
Der Stockholm Lifetime Achievement Award wird als Auszeichnung für das Lebenswerk im Bereich Kino vergeben.
- 1990: Roger Corman
- 1991: Dennis Hopper
- 1992: Viveca Lindfors
- 1994: Quentin Tarantino
- 1995: Jean Paul Gaultier
- 1996: Rod Steiger
- 1997: Elia Kazan
- 1998: Gena Rowlands
- 1999: Roman Polański
- 2000: Lauren Bacall
- 2001: Jean-Luc Godard
- 2002: Erland Josephson
- 2003: David Lynch
- 2004: Oliver Stone
- 2005: David Cronenberg
- 2006: Lasse Hallström
- 2007: Paul Schrader
- 2008: Charlotte Rampling
- 2009: Susan Sarandon
- 2010: Harriet Andersson
- 2011: Isabelle Huppert
- 2012: Jan Troell
- 2013: Claire Denis
- 2014: Mike Leigh
- 2015: Stephen Frears
- 2016: Francis Ford Coppola
- 2018: Mary Harron
- 2019: Max von Sydow
- 2020: Martin Scorsese und Isabella Rossellini
- 2021: Jane Campion
- 2022: Anthony Hopkins

### Stockholm Visionary Award
Der Stockholm Visionary Award wurde im Jahr 2004 eingeführt, um innerhalb des zeitgenössischen Kinos Visionäre auszuzeichnen.
- 2004: Todd Solondz
- 2005: Terry Gilliam
- 2006: Darren Aronofsky
- 2007: Wes Anderson
- 2008: Wong Kar-Wai
- 2009: Luc Besson
- 2010: Gus Van Sant
- 2011: Alejandro González Iñárritu
- 2012: Jacques Audiard
- 2013: Peter Greenaway
- 2014: Roy Andersson
- 2015: Giorgos Lanthimos
- 2016: François Ozon
- 2017: Pablo Larraín
- 2018: Asghar Farhadi
- 2019: Céline Sciamma
- 2020: Matteo Garrone
- 2021: Joachim Trier
- 2022: Sam Mendes

### Stockholm Achievement Award
- 2012: Willem Dafoe
- 2014: Uma Thurman
- 2015: Ellen Burstyn
- 2018: Gunnel Lindblom
- 2019: Payman Maadi
- 2020: Viggo Mortensen
- 2021: Kenneth Branagh und Robin Wright
- 2022: Fares Fares

### Audience Award
Der Audience Award ist ein Preis, der direkt durch das Votum des Publikums verliehen wird.
| Jahr | Film                                      | Regisseur                         |
| ---- | ----------------------------------------- | --------------------------------- |
| 2000 | Boys Don’t Cry                            | Kimberly Peirce                   |
| 2001 | Lost and Delirious                        | Léa Pool                          |
| 2002 | Japón                                     | Carlos Reygadas                   |
| 2003 | Station Agent                             | Tom McCarthy                      |
| 2004 | Oldboy                                    | Park Chan-wook                    |
| 2005 | Storm                                     | Måns Mårlind und Björn Stein      |
| 2006 | Little Miss Sunshine                      | Jonathan Dayton und Valerie Faris |
| 2007 | Juno                                      | Jason Reitman                     |
| 2008 | Involuntary                               | Ruben Östlund                     |
| 2009 | Die Bucht                                 | Louie Psihoyos                    |
| 2010 | Waste Land und This Is England ’86        | Lucy Walker/Shane Meadows         |
| 2011 | 50/50 – Freunde fürs (Über)Leben          | Jonathan Levine                   |
| 2012 | Call Girl                                 | Mikael Marcimain                  |
| 2013 | 12 Years a Slave                          | Steve McQueen                     |
| 2014 | Mommy                                     | Xavier Dolan                      |
| 2015 | Mustang                                   | Deniz Gamze Ergüven               |
| 2016 | Ich, Daniel Blake                         | Ken Loach                         |
| 2017 | Three Billboards Outside Ebbing, Missouri | Martin McDonagh                   |
| 2018 | Capernaum – Stadt der Hoffnung            | Nadine Labaki                     |
| 2019 | Jojo Rabbit                               | Taika Waititi                     |
| 2020 | Dinner in America                         | Adam Rehmeier                     |
| 2021 | Belfast                                   | Kenneth Branagh                   |
| 2022 | The Banshees of Inisherin                 | Martin McDonagh                   |

### Rising Star Award
Der Rising Star Award wird an einen Schauspieler oder eine Schauspielerin vergeben, die markante Erfolge im Film aufweisen und die Wahrscheinlichkeit besteht in Zukunft ein Star zu werden.
- 2008: Malin Crépin
- 2009: Anastasios Soulis
- 2010: Alicia Vikander
- 2011: Malin Buska
- 2012: Nermina Lukac
- 2013: Adam Lundgren
- 2014: Julia Ragnarsson
- 2015: Aliette Opheim
- 2016: Filip Berg
- 2017: Gustav Lindh
- 2019: Alba August
- 2021: Edvin Ryding[2]
- 2022: Sara Shirpey